# Euopius lombokensis
Euopius lombokensis är en stekelart som beskrevs av Fischer 2000. Euopius lombokensis ingår i släktet Euopius och familjen bracksteklar. Inga underarter finns listade i Catalogue of Life.